# Нунатак
Нунатак (от инуитски nunataq) е открит, обикновено скалист елемент от склон, планина или връх, непокрит с лед или сняг сред (или на границата) на ледено поле или глетчер. Терминът се употребява на места, където обикновено има постоянна снежно-ледена покривка. Нунатаците представляват лесно разпознаваеми естествени ориентири в еднообразната среда на ледените полета и по-често получават собствени географски названия.
Формите на живот сред нунатаците често са изолирани от заобикалящия ги лед на глетчерите, което ги прави уникални като есествен хабитат. Скалните форми са назъбени и ъгловати в резултат на изветрянето, свързано с циклите на замръзване и размразяване, и контрастират с меките и заоблени скални форми на ерозия, оставащи след отстъпването на ледника.
Думата има гренландски произход и се използва в западноевропейските езици от 1870-те.